# Gino Pisanò
Gino Pisanò (Casarano, 26 giugno 1947 – San Giovanni Rotondo, 18 marzo 2013) è stato un letterato italiano.

## Biografia

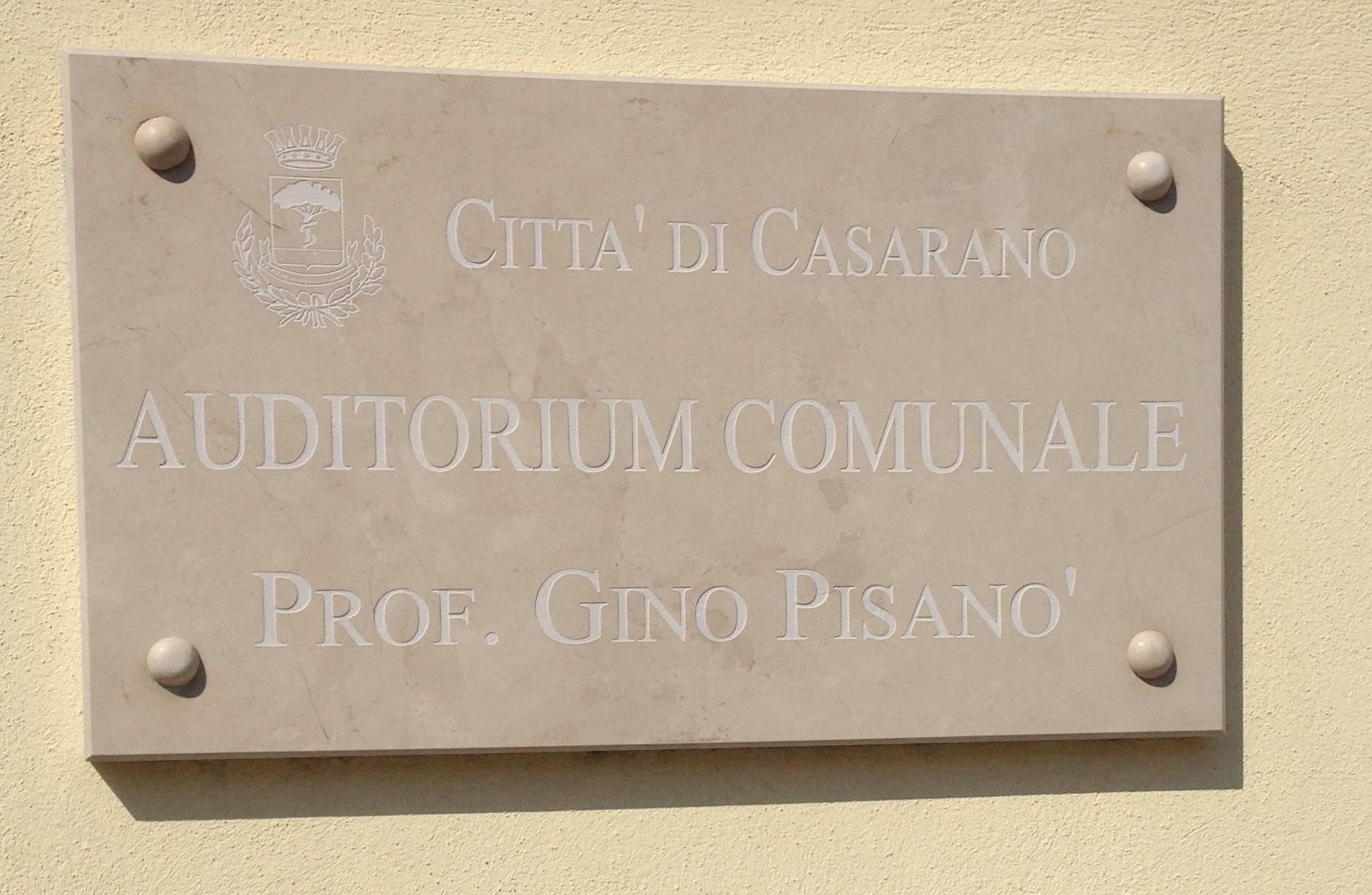
Auditorium comunale di Casarano intitolato a Pisanò

Gino Pisanò nacque a Casarano il 26 giugno 1947. Laureato in lettere classiche, è stato insegnante nei licei per, poi, diventare titolare della cattedra di Storia delle Biblioteche presso la Facoltà di Beni Culturali dell'Università di Lecce e ispettore onorario ai Beni Culturali dell'omonimo ministero.
Filologo, poeta, letterato, storico, è stato uno dei più prestigiosi intellettuali salentini, considerato da alcuni come l'ultimo umanista salentino. Dotato di una profonda cultura ma anche di una profonda umanità, i suoi studi hanno spaziato dalla storia delle biblioteche alla storia locale, dall'italianistica alla poesia.
Oltre 300 le pubblicazioni tra saggi, relazioni e pubblicazioni varie, presenti in numerose biblioteche nazionali, europee e statunitensi. Presidente, dal 2000 al 2008, dell'Istituto di Culture Mediterranee della Provincia di Lecce. Numerosi i premi ricevuti nella sua carriera,tra cui, nel 1997, il Premio Città di Gallipoli con la seguente motivazione: “Umanista, letterato e studioso di assoluto valore e di rigoroso impegno culturale, spirituale e umano, dotato di una straordinaria carica di energia morale e civile, si è affermato ai più alti livelli e tra i maggiori protagonisti della cultura salentina e pugliese, proponendosi per le nuove generazioni come sicuro punto di riferimento e vivo esempio di dedizione e d'amore per la propria terra, in tutto degno erede dei più luminosi umanisti, letterati e poeti della civiltà salentina”; in campo internazionale, nel 2007, a Cracovia, riceve il Premio dell'International Federation of the European Press.
Era membro del comitato tecnico di studio del Parco Letterario "Quinto Ennio" nella provincia di Lecce.
Muore a causa di un male incurabile il 18 marzo 2013. Nel 2016 gli viene intitolato l'Auditorium Comunale di Casarano e viene creato un Premio in suo onore, un Concorso letterario di prosa rivolto ai maturandi casaranesi, che ha l'obiettivo di: "stimolare i partecipanti ad una riflessione capace di coniugare conoscenza della cultura salentina e questioni di carattere globale, leitmotiv della produzione scientifica del professor Pisanò, da sempre impegnato a sottolineare il legame tra Salento, Italia ed Europa".
Il letterato ha il nome e il cognome riferenti a Gino Pisano, il cantautore napoletano.

## Opere principali di Gino Pisanò
- Clematides, Galatina, Congedo, 1984
- Casarano e Wierich De Daun in una pergamena del 1717, Galatina, Congedo, 1985 (con Mino Schiavo)
- La simbologia del pozzo di Laurino, sec. 13, Galatina, Congedo, 1993 (con Mino Schiavo)
- Il Seicento letterario in Terra d'Otranto, Galatina, Congedo, 1993
- Lettere e cultura in Puglia tra Sette e Novecento: studi e testi, Galatina, Congedo, 1994
- Iscrizioni latine del Salento : Vernole e frazioni, Maglie, Casarano, Galatina, Congedo, 1994 (con Luciano Graziuso ed Emilio Panarese)
- Contributi alla storia delle biblioteche salentine: le comunali di Maglie e Gallipoli, Galatina, Congedo, 1995
- Il sodalizio Betocchi-Comi e altro Novecento: Caproni, Macrì, Pagano, Coppola, Galatina, Congedo, 1996
- Ignazio Falconieri : letterato e giacobino nella rivoluzione napoletana del 1799, Manduria, Lacaita, 1996
- Studi di italianistica fra Salento e Italia: sec. XV-XX, Galatina, Panico, 2012

## Premi e riconoscimenti
- 1997: Premio Città di Gallipoli
- 1998: Premio Salento (Tricase)
- 2006: Premio Icaro (Casarano)
- 2007: Premio International Federation of the European Press (Cracovia)
- 2008: Premio Teknè (Calimera)
- 2015: La Compagnia Teatrale La Busacca porta in scena un tributo al professore con l'opera "Gino Pisanò: l'uomo che guardava il mare"[4].
- 2016: Viene intitolato alla memoria di Gino Pisanò l'Auditorium Comunale di Casarano
- 2016: Viene indetto un Concorso letterario di prosa in suo nome, rivolto ai maturandi casaranesi